# 127-я стрелковая дивизия (1-го формирования)

Боевые действия на северном фланге Западного фронта 10—18.07.1941

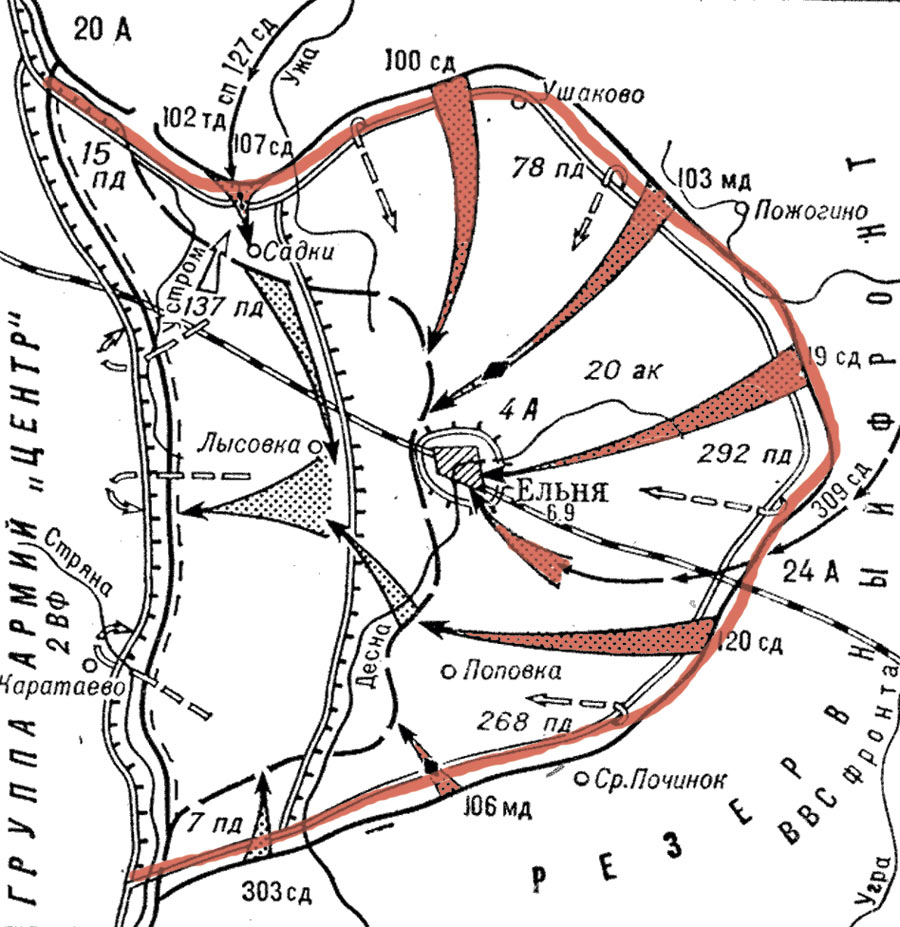
Схема Ельнинской наступательной операции. Дислокация формирований, перед Ельнинским выступом, на 29 августа 1941 года.

127-я стрелковая дивизия — стрелковая дивизия РККА ВС Союза ССР, в Великой Отечественной войне.
Сокращённое действительное наименование — 127 сд.

## История
127-я стрелковая дивизия сформирована директивой НКО СССР № 0/1/104596 от 8 июля 1940 года в Харьковском военном округе на базе убывшей в Прибалтику 23-й стрелковой дивизии. Командиром дивизии был назначен генерал-майор Т. Г. Корнеев. Части дивизии дислоцировались в городах Харьков, Чугуев и Богодухов.
В середине августа 1940 года укомплектование дивизии личным составом, вооружением и военной техникой было закончено. С 20 сентября 1940 года дивизия участвовала в показных тактических учениях, где за высокую выучку удостоилась похвалы Наркома обороны СССР. Особенно отличились курсанты полковой школы и артиллеристы 535-го стрелкового полка.
В начале мая 1941 года дивизия получила пополнение из числа военнообязанных и была переброшена маршевым порядком в Ржищевские лагеря Киевской области для прохождения сборов. Утром 24 июня 1941 года части дивизии, получив недостающий по штатам приписной состав, выступили маршевым порядком из Ржищевских лагерей в направлении города Остёр Черниговской области. За рекой Десна соединение развернули на станцию Бобрик (49 км северо-восточнее Киева), где она должна была погрузиться в воинские поезда.
На 22 июня 1941 года формирование входило в состав 25-го стрелкового корпуса. В начале июля 1941 года, в связи с резким ухудшением обстановки в полосе Западного фронта, 25-й стрелковый корпус был переброшен в район Смоленска.
16 июля в связи с потерей связи и разгромом управления 25-го стрелкового корпуса 127-я стрелковая дивизия (кроме 475-го стрелкового полка, который в результате хаоса в железнодорожных перевозках был разгружен на станции Рославль и направлен на усиление 53-й стрелковой дивизии) была переподчинена штабу 34-го стрелкового корпуса. Участвовала в боях за город Смоленск и юго-восточнее Смоленска. В бою 23 июля, в районе Ляхово, генерал-майор Корнеев был тяжело ранен и отправлен в госпиталь.
В ночь с 3 на 4 августа дивизия переправилась через реку Днепр в районе Соловьевской переправы, а затем была выведена в район Дорогобужа на переформирование. Здесь 8 августа из состава расформированной 158-й стрелковой дивизии в 127-ю дивизию были переданы 875-й стрелковый и 423-й лёгкий артиллерийский полки, а также личный состав из других частей 34-го корпуса. Командный состав управления дивизии сформирован за счёт расформированного управления 34-го корпуса, командиром дивизии был назначен полковник А. З. Акименко, комиссаром — старший батальонный комиссар Я. Г. Дмитриенко, начальником штаба — полковник К. П. Неверов. Из штаба 19-й армии прибыли командиры полков в 395-й — майор А. Х. Бабаджанян, в 535-й — майор П. Я. Фиалка.
По состоянию на 1 сентября 1941 года дивизия входила в состав оперативной группы полковника А. З. Акименко Брянского фронта.
18 сентября 1941 года приказом Народного Комиссара Обороны № 308 «за боевые подвиги, за организованность, дисциплину и примерный порядок» 127-я стрелковая дивизия одна из первых в Красной армии получила почётное звание «Гвардейская» получила новый войсковой номер, и была переименованы во 2-ю гвардейскую стрелковую дивизию.

## Состав
- управление
- 395-й стрелковый полк
- 475-й стрелковый полк (до 16.07.1941)
- 535-й стрелковый полк
- 567-й лёгкий артиллерийский полк (до 04.08.1941)
- 622-й гаубичный артиллерийский полк (до 04.08.1941)
- 168-й отдельный дивизион противотанковой обороны
- 455-й отдельный зенитный артиллерийский дивизион
- 148-й отдельный разведывательный батальон
- 182-й отдельный разведывательный батальон
- 278-й отдельный сапёрный батальон
- 465-й отдельный батальон связи
- 184-й отдельный медико-санитарный батальон
- 204-я автотранспортная рота
- 174-й полевой автохлебозавод
- дивизионный ветеринарный лазарет[5][6]

- управление
- 395-й стрелковый полк
- 535-й стрелковый полк
- 875-й стрелковый полк (с 10.08.1941)
- 423-й артиллерийский полк (с 08.08.1941)
- 168-й отдельный дивизион противотанковой обороны
- 455-й отдельный зенитный артиллерийский дивизион
- 182-й отдельный разведывательный батальон
- 278-й отдельный сапёрный батальон
- 465-й отдельный батальон связи
- 184-й отдельный медико-санитарный батальон
- 20-я отдельная рота химзащиты
- 204-я автотранспортная рота[7]
- 480-й дивизионный ветеринарный лазарет
- 174-й полевой автохлебозавод
- 102-я полевая почтовая станция
- 117-я полевая касса Госбанка[8]

## В составе
| На дату    | Фронт            | Армия (группа)                         | Корпус                 |
| ---------- | ---------------- | -------------------------------------- | ---------------------- |
| 22.06.1941 | Резерв Ставки ГК | 19-я армия                             | 25-й стрелковый корпус |
| 01.07.1941 | Резерв Ставки ГК | 19-я армия                             | 25-й стрелковый корпус |
| 10.07.1941 | Западный фронт   | 19-я армия                             | 25-й стрелковый корпус |
| 01.08.1941 | Резервный фронт  | -                                      | -                      |
| 01.09.1941 | Брянский фронт   | Оперативная группа полковника Акименко | -                      |

## Командование дивизии

### Командиры
- Корнеев, Тимофей Гаврилович (08.08.1940 — 01.08.1941), генерал-майор[9][5];
- Акименко, Адриан Захарович (02.08.1941 — 18.09.1941), полковник[3][10][11].

### Военные комиссары
- Кровяков Фёдор Андреевич (19.07.1940 — 15.08.1941), полковой комиссар[5];
- Дмитриенко Яков Григорьевич (15.08.1941 — 18.09.1941), старший батальонный комиссар, полковой комиссар[3][12].

### Начальники штаба
- Шапошников, Михаил Иванович (08.1940 — 06.1941), майор, подполковник[9];
- Иевлев ( — 10.08.1941), полковник;
- Неверов, Константин Павлович (11.08.1941 — 18.09.1941), полковник[3].

### Начальники политотдела
- Володарский Лев Григорьевич (19.07.1940 — 15.07.1941), старший батальонный комиссар;
- Сорокин Евлампий Иванович (24.12.1941 — 16.02.1942), старший батальонный комиссар[12].